# 1952 chez Disney
Cet article présente la liste des évènements de la Walt Disney Productions ayant eu lieu en 1952.

## Événements

### Janvier
- 4 janvier 1952, Sortie du Dingo Papa, c'est un lion[1]
- 18 janvier 1952, Sortie du Donald Duck Le Verger de Donald[2]

### Février
- 8 février 1952, Sortie du court métrage Lambert le lion peureux[3]
- 28 février 1952, Sortie du Pluto Pluto Junior[4]
- 29 février 1952, Sortie du Dingo Hello, aloha[5]

### Mars
- 21 mars 1952, Sortie du Tic et Tac Tic et Tac séducteurs[6]

### Avril
- 4 avril 1952, Sortie du  Dingo Tout doux, toutou (Man's Best Friend)[7]
- 24 avril 1952, Sortie du Donald Duck Let's Stick Together[8]

### Mai
- 16 mai 1952, Sortie du Dingo Dingo cow-boy[6]

### Juin
- 6 juin 1952, Sortie du court métrage Susie, le petit coupé bleu[9]
- 26 juin 1952, Sortie du film Robin des Bois et ses joyeux compagnons aux États-Unis[10]
- 27 juin 1952, Sortie du Dingo Dingo professeur (Teachers are People)[11]

### Juillet
- 17 juillet 1952, Sortie du Donald Duck Uncle Donald's Ants[12]

### Août
- 8 août 1952, Sortie du court métrage The Little House[13]

### Septembre
- 19 septembre 1952, Sortie du Mickey Mouse La Fête de Pluto[14]

### Octobre
- 10 octobre 1952, Sortie du Donald Duck Donald et la Sorcière[15]
- 31 octobre 1952, Sortie du Dingo Dingo en vacances[16]

### Novembre
- 21 novembre 1952, Sortie du Mickey Mouse L'Arbre de Noël de Pluto[4]

### Décembre
- 12 décembre 1952, Sortie du Dingo Dingo détective (How to Be a Detective)[17]
- 16 décembre 1952, Création de WED Entreprises afin de concevoir et construire le parc Disneyland[18]